# Григорій Сковорода. Повна академічна збірка творів

Видання 2010 року

«Григорій Сковорода. Повна академічна збірка творів» —  повний корпус текстів творів Григорія Сковороди, підготовлений колективом харківських науковців під керівництвом Леоніда Ушкалова, виданий у 2011 році та перевиданий у 2016. До зібрання увійшли поезії, байки, трактати, діалоги, притчі, переклади, а також листи та філологічні виписки. 
Упорядники поставили за мету якісно відтворити мову та правопис філософа, було наново відредаговано українські переклади латинських і грецьких текстів Сковороди та подано наукові коментарі. Автографи творів та найближчі до них списків збиралися по архівах та книгозбірнях України, Росії, Румунії, США й Чехії. 
Це перше академічне видання творів Сковороди за часів незалежної України. Перед цим в академічному форматі твори видавалися у 1973 році. Видання 1973 року було взято за основу та суттєво удосконалене харківськими науковцями.

## Перше видання
Видання 2011 року здійснено завдяки фінансуванню Дарії Муцак-Ковальської (Торонто, Канада) при підтримці Програми дослідження Східної України ім. Ковальських  при Канадському інституті українських студій (КІУС, Едмонтон-Торонто). Через юридичні обмеження книга була доступна у продажі лише на Заході, але КІУС передав майже всі[уточнити] примірники видання для  бібліотек, вузів і шкіл України.  
Книга стала одним з переможців конкурсу Львівського форуму видавців у номінації «Найкраща книга форуму — 2010», а також стала переможцем конкурсу Всеукраїнського рейтингу «Книжка року – 2010» у номінації «Хрестоматія». Гран-прі «Книжки року» отримав упорядник Леонід Ушкалов.

## Видання
- Повна академічна збірка творів / Григорій Сковорода ; за ред. Л. Ушкалова; НАН України, Ін-т л-ри ім. Т. Г. Шевченка, Ін-т філософії ім. Г. С. Сковороди [та ін.]. – Едмонтон; Торонто: Вид-во Канад. ін-ту укр. студій ; Харків: Майдан, 2010. – 1398 c.
- Повна академічна збірка творів / Григорій Сковорода ; за ред. проф. Леоніда Ушкалова. — 2-ге вид., стер. — Харків : Видавець Савчук О. О., 2016. — 1400 с.